# Clostridium perfringens
Clostridium perfringens (tên cũ là C. welchii hoặc Bacillus welchii) là vi khuẩn Gram dương, hình que, kị khí, là vi khuẩn sinh nội bào tử gây bệnh của chi Clostridium .C. perfringens thường có trong tự nhiên và có thể được tìm thấy như một thành phần thường thấy trong sự phân rã của thực vật, cặn biển, đường ruột của con người và các động vật có xương sống, côn trùng và đất. Theo báo cáo thu nhận được, thời gian ngắn nhất của một mẫu bất kỳ trong môi trường thioglycollate trung bình là 6,3 phút.[2]
C. perfringens là nguyên nhân phổ biến thứ ba gây ngộ độc thực phẩm ở Anh Quốc mặc dù đôi khi nó có thể được ăn vào mà không gây hại.
Nhiễm trùng do C. perfringens cho biểu hiện hoại tử mô, bệnh nhiễm trùng máu, viêm túi mật phồng nôn, và hoại tử, cũng gọi là hoại tử ổ nang Clostridial. Các độc tố liên quan đến hoại tử khí được gọi là α-toxin, chèn vào màng tế bào của tế bào, tạo ra khoảng trống trong màng phá vỡ chức năng tế bào bình thường. C. perfringens có thể tham gia nhiễm trùng kị khí đa bào. Clostridium perfringens thường gặp trong các bệnh nhiễm trùng như là một thành phần của hệ thực vật bình thường. Trong trường hợp này, vai trò của nó trong bệnh tật là yếu tố phụ.
Tác động của C. perfringens lên các xác chết tại các nhà xác được biết như là khí mô và chỉ có thể ngưng lại bằng cách ướp xác.

## Hình ảnh

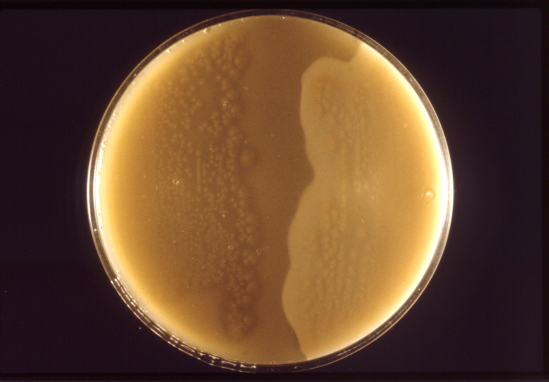
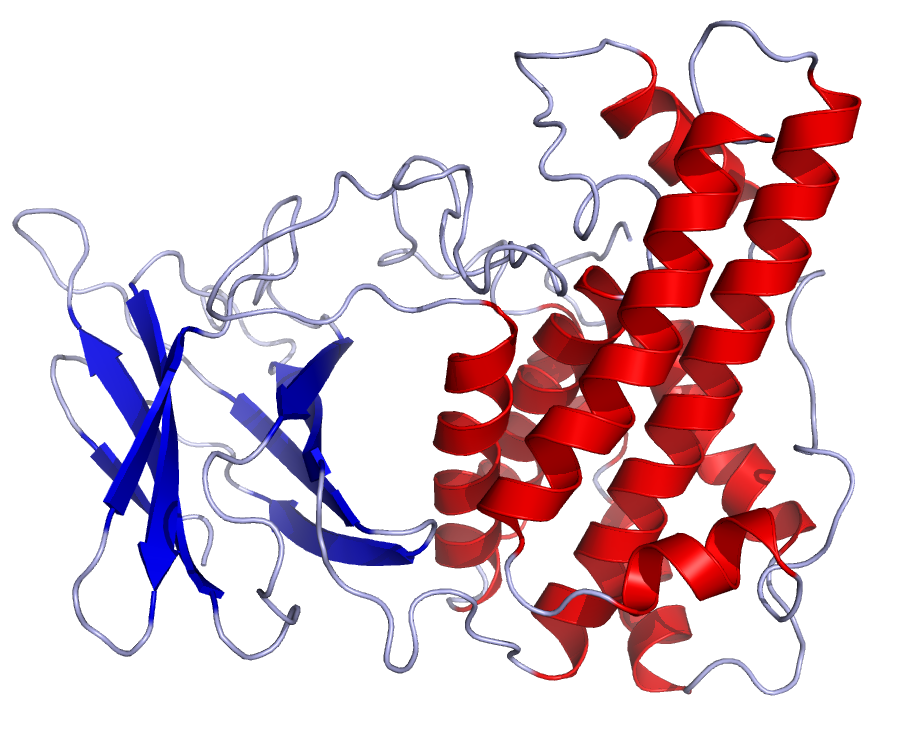
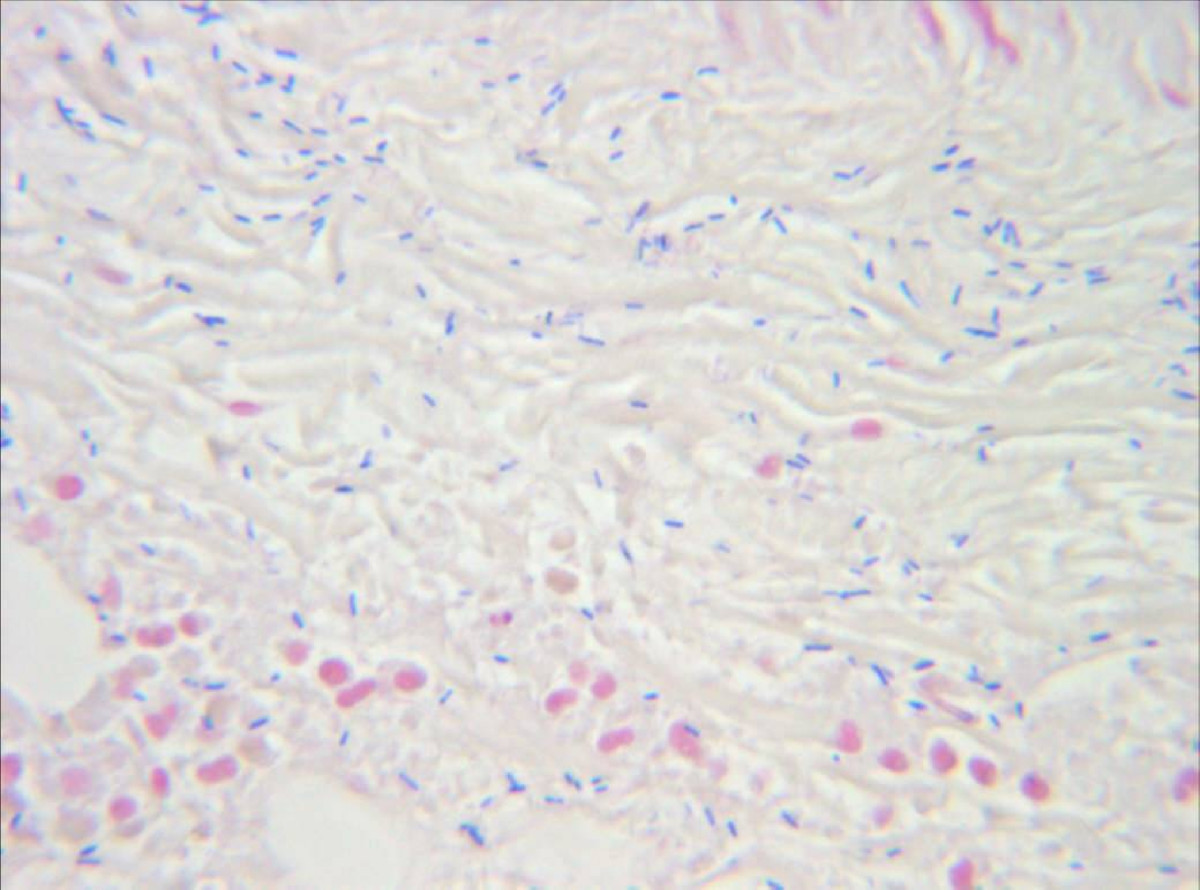

## Tính di động
Mặc dù không có đuôi nhưng C.perfringens vẫn có thể lướt trên bề mặt bởi vì cơ thể của chúng được lót bằng sợi tơ (sợi filament) từ đầu đến cuối. Các biến thể siêu di động (hypermotile) như SM101, thường thấy phát sinh trên các cạnh của khuẩn lạc trên đĩa thạch. Video kính hiển vi sự chuyển động trượt của chúng cho thấy rằng chúng có cấu trúc thành sợi dài, mỏng cho phép chúng di chuyển nhanh như vi khuẩn có đuôi. Trình tự gen được sử dụng để xác định (các) nguyên nhân của kiểu hình siêu di động và dẫn xuất trực tiếp của chúng. So sánh chúng, chủng SM124 và SM127, các dẫn xuất của các dòng SM101 và SM102 tương ứng, chứa 10 và 6 nucleotide polymorphisms (SNPs) so với các dòng mẹ. Các đột biến trong các gen phân chia tế bào là đặc điểm chung của các dòng siêu di động.

## Ngộ độc thực phẩm
Ở Anh và Hoa Kỳ, vi khuẩn C. perfringens là nguyên nhân thứ ba gây ra bệnh thực phẩm, với thịt và thịt gia cầm sơ chế không tốt, hoặc thực phẩm được sơ chế kỹ lưỡng, nhưng phải để lâu quá, là thủ phạm chính trong việc chứa vi khuẩn. Clostridium perfringens enterotoxin (CPE) trung gian gây bệnh là không ổn định nhiệt (không hoạt động ở 74 °C (165 °F)). Nó có thể được tìm thấy trong thực phẩm bị ô nhiễm (nếu không được làm nóng đúng cách), và ở trong phân. [5] Thời gian ủ bệnh là từ 6 đến 24 (thường là 10-12) giờ sau khi ăn phải thực phẩm bị ô nhiễm.
Vì C. perfringens tạo thành bào tử có thể chịu được nhiệt độ nấu ăn nên nếu thức ăn nấu chín được để một thời gian đủ lâu thì sự nảy mầm có thể xảy ra và các khuẩn lạc của chủng vi khuẩn này sẽ phát triển. Các triệu chứng thường bao gồm chuột rút bụng, tiêu chảy, nôn mửa, và sốt [6]. Toàn bộ diễn biến của bệnh thường được giải quyết trong vòng 24 giờ, nhưng có thể kéo dài đến hai tuần ở những người lớn tuổi hoặc người có sức khỏe yếu. [7]
Ngộ độc Perfringens cũng có thể dẫn đến một căn bệnh khác được gọi là bệnh nang hoại tử ruột (còn gọi là pigbel); Bệnh này là do cùng một chủng gây ra perfringens ngộ độc thực phẩm. Tuy nhiên, nhiễm trùng này thường gây tử vong. Số lượng lớn C. perfringens phát triển trong ruột, và tiết ra độc tố exotoxin. Độc tố này gây hoại tử ruột, các mức độ xuất huyết khác nhau và thủng ruột. Viêm thường xuất hiện ở các phần của ruột chay, vùng giữa của ruột non. Bệnh này cuối cùng dẫn đến sốc nhiễm trùng và tử vong. Bệnh đặc biệt này hiếm gặp ở Hoa Kỳ; Thường nó xảy ra ở những vùng dân số có nguy cơ cao hơn. Các yếu tố nguy cơ gây hoại tử ruột bao gồm chế độ ăn thiếu protein, chế độ ăn không hợp vệ sinh, các bữa tiệc có thịt xuất hiện lẻ tẻ (sau thời kỳ dài chế độ ăn thiếu protein), chế độ ăn có chứa một lượng lớn chất ức chế trypsin (khoai lang), các khu vực dễ bị nhiễm ký sinh trùng Ascaris (tạo ra chất ức chế trypsin). Bệnh này xảy ra ở quần thể sống ở New Guinea, một phần của Châu Phi, Trung Mỹ, Nam Mỹ và Châu Á. [6]
Nhiều trường hợp bị ngộ độc thực phẩm C. perfringens có thể vẫn còn dưới lâm sàng, vì các kháng thể đối với độc tố là phổ biến trong quần thể. Điều này đã dẫn đến kết luận rằng hầu hết dân số đã bị ngộ độc thực phẩm do C. perfringens.
Mặc dù có nguy cơ tiềm ẩn, C. perfringens được sử dụng làm chất lên men trong bánh mì muối. Quá trình nướng được cho là làm giảm bớt sự nhiễm bẩn của vi khuẩn, ngăn chặn những tác động tiêu cực [8].

## Nhiễm trùng
Clostridium perfringens là tác nhân vi khuẩn phổ biến nhất cho hoại tử khí.
Nghiên cứu công bố năm 2014 cho thấy một dòng C. perfringens có thể liên quan đến chứng đa xơ cứng (MS). Các xét nghiệm trên chuột cho thấy một độc tố được tạo ra bởi một dòng C. perfringens hiếm gặp gây ra tổn thương giống như MS trong não, và những nghiên cứu trước đây đã xác định được chủng C. perfringens này ở người có MS [9]. Các bệnh nhân MS được phát hiện có khả năng phản ứng miễn dịch với độc tố epsilon nhiều hơn mười lần so với những người khỏe mạnh [10].

## Chẩn đoán
C. perfringens có thể được chẩn đoán bởi phản ứng của Nagler nơi sinh vật nghi ngờ được nuôi cấy trên một đĩa đệm lòng đỏ trứng. Một mặt của đĩa chứa chất chống độc alpha, trong khi mặt kia không. Một chuỗi các sinh vật nghi ngờ được đặt qua cả hai bên. Một vùng có độ đục sẽ hình thành xung quanh mà không có chất chống độc tố alpha, cho thấy hoạt tính lecithinase không bị ngăn cấm. Ngoài ra, các phòng thí nghiệm có thể chẩn đoán được vi khuẩn bằng cách xác định số lượng vi khuẩn trong phân. Trong vòng 48 giờ kể từ khi bệnh bắt đầu, nếu cá nhân có hơn 106 bào tử vi khuẩn trên một gram phân, sau đó bệnh được chẩn đoán là C. perfringens ngộ độc thực phẩm [11]. Các xét nghiệm / phản ứng khác: Catalase: Negative, Spot indole: Tích cực, Lecithinase: Tích cực, Lipase: Negative, Sữa Litmus: Phun ngược, Tấm CAMP ngược: Tích cực, Gas Liquid Chromatography products: (Acetic, Butyric and Lactic Acids).
Thông thường, các triệu chứng ngộ độc C. perfingens được sử dụng để chẩn đoán nó. Tuy nhiên, chẩn đoán có thể được thực hiện bằng cách sử dụng một bài kiểm tra môi trường phân, trong đó phân được kiểm tra chất độc được sản sinh bởi các vi khuẩn. [12]